# Harlingerland

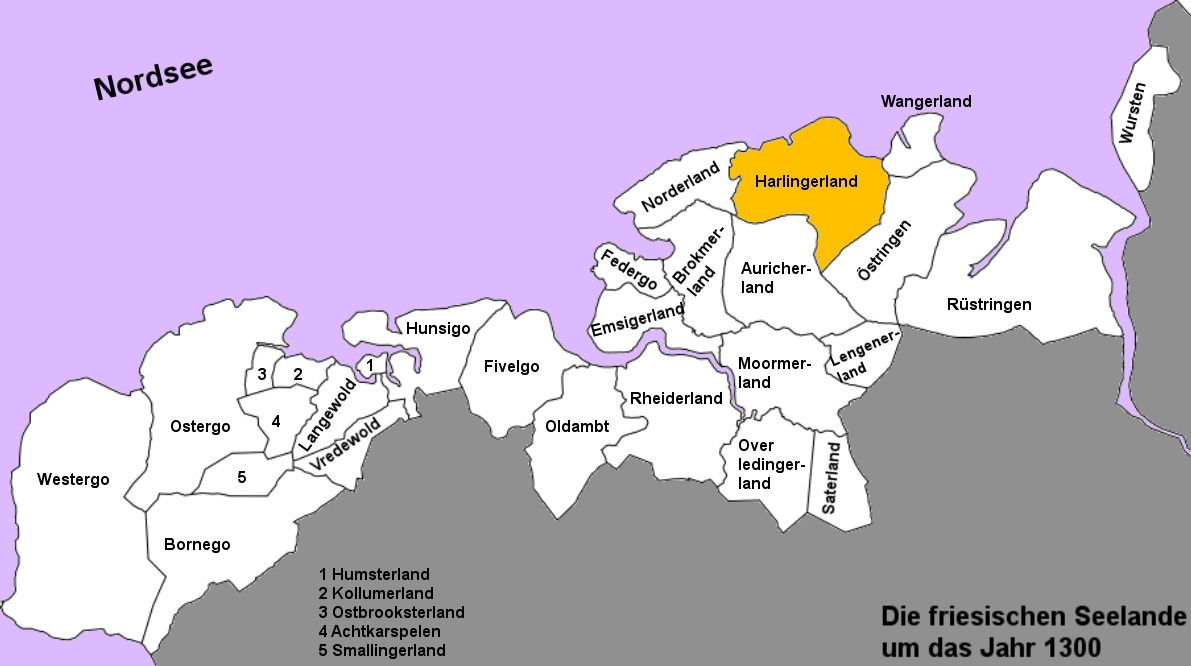
Het Harlingerland rond 1300

Het Harlingerland is een gebied langs de Waddenzee in Oost-Friesland. Tegenwoordig wordt met het Harlingerland meestal het gehele district Wittmund aangeduid; het historische Harlingerland komt echter overeen met het noorden van het district, met name de huidige gemeenten Esens en Wittmund.
De naam van de landstreek komt ook voor in enkele plaatsnamen. Harlesiel en Neuharlingersiel zijn plaatsjes met uitwateringssluizen (Siel = zijl = sluis) aan de kust van de Waddenzee. Neuharlingersiel heeft de plaats ingenomen van Altharlingersiel, dat door bedijkingen tegenwoordig niet meer aan zee is gelegen.
Het Harlingerland was onderdeel van het Vorstendom Oost-Friesland en een van de gouwen binnen de Zeven Friese Zeelanden. Vanaf 1600 was het een deel van het Graafschap Oost-Friesland.